# Ádám Szalai
Ádám Csaba Szalai (* 9. prosince 1987, Budapešť, Maďarsko) je maďarský fotbalový útočník a reprezentant, hráč německého klubu Mainz 05.

## Reprezentační kariéra
Ádám Csaba Szalai nastupoval za mládežnické výběry Maďarska U20 a U21.
V A-mužstvu Maďarska debutoval 11. února 2009 v přátelském zápase v Ramat Ganu proti domácímu týmu Izraele (prohra 0:1).
Německý trenér maďarského národního týmu Bernd Storck jej zařadil do závěrečné 23členné nominace na EURO 2016 ve Francii. Maďaři se ziskem 5 bodů vyhráli základní skupinu F. V osmifinále proti Belgii se po porážce 0:4 rozloučili s turnajem. Szalai vstřelil na šampionátu jeden gól (v základní skupině proti Rakousku).